# Euderces nelsoni
Euderces nelsoni là một loài bọ cánh cứng trong họ Cerambycidae.